# Liste der Landesstraßen im Regierungsbezirk Münster
Diese Liste der Landesstraßen im Regierungsbezirk Münster ist eine Auflistung der Landesstraßen im nordrhein-westfälischen Regierungsbezirk Münster. Als Abkürzung für diese Landesstraßen dient der Buchstabe L.
Die Landesstraßen im Gebiet des Landschaftsverbandes Westfalen-Lippe tragen Nummern aus dem Bereich der Zahlen von 501 bis 999. Dabei war eine nach geographischen Gesichtspunkten vorgenommene Nummerierung wohl ursprünglich vorhanden. Heute ist sie kaum noch zu erkennen.
Die Bundesautobahnen und Bundesstraßen werden gestalterisch hervorgehoben.

## Liste
Der Straßenverlauf wird in der Regel von Nord nach Süd und von West nach Ost angegeben.
| Nr.       | Verlauf |
| --------- | --- |
| L 64      | (L 64 im Regierungsbezirk Düsseldorf) – Regierungsbezirksgrenze – L 633/L 639 in Gelsenkirchen |
| L 104     | (L 104 im Regierungsbezirk Düsseldorf) – Regierungsbezirksgrenze – L 621 – L 623 in Kirchhellen |
| L 155     | (L 155 im Regierungsbezirk Düsseldorf) – Regierungsbezirksgrenze – L 511 – Bottrop – L 631 in Lehmkuhle |
| L 445     | L 631 in Ebel – Regierungsbezirksgrenze – (L 445 im Regierungsbezirk Düsseldorf) |
| L 448     | in Buer – Beckhausen – L 615 – Horst – L 633 – Regierungsbezirksgrenze – (L 448 im Regierungsbezirk Düsseldorf) |
| L 452     | (L 452 im Regierungsbezirk Düsseldorf) – Regierungsbezirksgrenze – L 643 in Rotthausen |
| L 458     | (L 458 im Regierungsbezirk Düsseldorf) – Regierungsbezirksgrenze – |
| L 459     | L 605 in Anholt – Vehlingen – Regierungsbezirksgrenze – (L 459 im Regierungsbezirk Düsseldorf) |
| L 462     | (L 462 im Regierungsbezirk Düsseldorf) – Regierungsbezirksgrenze – L 621 – L 623 in Kirchhellen |
| L 463     | (L 463 im Regierungsbezirk Düsseldorf) – Regierungsbezirksgrenze – Hardt – in Dorsten |
| L 468     | – Regierungsbezirksgrenze – (L 468 im Regierungsbezirk Düsseldorf) |
| L 501     | (L 39 in Niedersachsen) – Landesgrenze – – Rheine – – L 591 – – Hörstel – L 833 – L 598 – Dickenberg – L 504 – L 603 – L 832 – Ibbenbüren – L 796 – L 584 – L 597 – Lotte – L 587 – Lotte Ost |
| L 502     | L 630 in Bertlich – L 511 in Buer |
| L 504     | (L 57 in Niedersachsen) – Landesgrenze – L 593 – Hopsten – L 599 – Naturschutzgebiet Heiliges Meer – Heupen – L 598 – Dickenberg – L 501 – L 603 – L 598 – Ibbenbüren – L 594 – L 832 – Tecklenburg – L 597 – L 591 |
| L 505     | (Niederlande) – Staatsgrenze – Barlo – Bocholt – L 572 – L 602 – Bocholt-West – L 604 – L 605 – Mussum – Regierungsbezirksgrenze – (L 505 im Regierungsbezirk Düsseldorf) |
| L 506     | L 581 in Billerbeck – L 550 – L 874 |
| L 507     | (L 507 im Regierungsbezirk Arnsberg) – Regierungsbezirksgrenze – L 547 – Dolberg – L 822 – Beckum – L 822 – L 794 – /L 586 |
| L 509     | in Dorsten – Hervest – L 608 – Lippramsdorf – in Haltern am See |
| L 510     | (Niederlande) – Staatsgrenze – L 572 – Gronau – L 566 – L 573 – L 582 – Ochtrup – Langenhorst – Neuenkirchen – L 580 – – L 590 – Borghorst – L 555 – Altenberge – L 579 – L 874 – L 529 – Nienberge – am Wasserschloss Wilkinghege |
| L 511     | (L 511 im Regierungsbezirk Düsseldorf) – Regierungsbezirksgrenze – L 155 – Bottrop – L 641 – L 631 – L 633 – Eigen – Ellinghorst – Gladbeck – L 615 – – Buer – L 608 – L 502 – L 630 – Westerholt – L 824 – Langenbochum – L 638 – – Recklinghausen – L 551 – L 610 – L 889 – Oer-Erkenschwick – L 798 – Horneburg – Meckinghoven – Waltrop – L 609 – L 809 – Regierungsbezirksgrenze – (L 511 im Regierungsbezirk Arnsberg) |
| L 520     | L 585 – L 811 in Sendenhorst |
| L 522     | Marl – – L 551 |
| L 529     | L 555 in Greven – Uhlenbrock – Häger – L 510 – Nienberge – – L 581 – Roxel – L 843 – L 551 in Albachten |
| L 547     | in Warendorf – Freckenhorst – L 793 – L 851 – L 792 – L 586 – – Ahlen – L 507 in Dolberg |
| L 548     | L 830 in Milte – Einen – in Müssingen |
| L 550     | L 580 – L 579 – Laer – L 555 – Holthausen – L 506 – L 581 – Havixbeck – L 874 – L 843 – Tilbeck – Bösensell – L 551 – / |
| L 551     | / in Münster – Mecklenbeck – Albachten – L 529 – L 550 – Bösensell – Appelhülsen – L 844 – L 835 – Buldern – – L 580 – Dülmen – Hausdülmen – Lehmbraken – L 652 – Haltern am See – – L 609 – Bossendorf – L 612 – L 798 – Lenkerbeck – L 522 – L 511 – L 524 – Recklinghausen – – L 622 – L 628 – – Regierungsbezirksgrenze – (L 551 im Regierungsbezirk Arnsberg)                                                           |
| L 554     | L 581 in Stevede – L 600 |
| L 555 (1) | in Coesfeld – L 582 – Osterwick – L 577 – L 571 – L 580 – Darfeld – Höpingen – Laer – L 550/L 579 … Unterbrechung, siehe L 555 (2) |
| L 555 (2) | Unterbrechung, siehe L 555 (1) … – L 510 – Nordwalde – L 559 – L 529 – Greven – – L 830 – Schmedehausen – Ladbergen – L 597 – – Settel – L 811 – L 591 – Lengerich – L 589 – Landesgrenze – (L 89 in Niedersachsen) |
| L 558     | (N 319 in der Provinz Gelderland, Niederlande) – Staatsgrenze – in Oeding |
| L 559     | L 580 in Burgsteinfurt – L 590 – L 592 – L 555 in Nordwalde |
| L 560     | (Niederlande) – Staatsgrenze – L 575 – Graes – Wessum Nord – Ahaus – L 570 – Ahaus West |
| L 566     | – Epe – L 574 – – L 510 in Gronau Ost |
| L 567     | (L 68 in Niedersachsen) – Landesgrenze – Bilk – Wettringen – |
| L 570     | L 560 in Ahaus – L 572 – L 575 – L 573 – L 574 – L 579 – L 582 – Leer – L 580 |
| L 571     | L 608 – Gescher – Holtwick – Osterwick – L 582 – L 577 – L 555 |
| L 572     | (L 42 in Niedersachsen) – Landesgrenze – Gronau – L 510 – L 574 – / ... – in Oeding – Großburlo – Mariengarden – L 600 – Vardingholt – Rhede – L 505 in Bocholt |
| L 573     | L 510 in Ochtrup – Nienborg – – L 574 – Heek – – L 570 in Ahaus |
| L 574     | L 510 in Gronau – Epe – L 566 – Nienborg – – L 573 – Heek – L 570 – in Legden |
| L 575     | L 560 – in Alstätte |
| L 577     | L 571/L 582 in Osterwick – L 555 – L 581 – Billerbeck – L 580 – L 506 – in Nottuln |
| L 578     | in Elte – Mesum – L 583 – – L 580 in Burgsteinfurt |
| L 579     | – L 582 – L 570 – Schöppingen – L 580 – Horstmar – L 550 – Laer – L 555 – – L 510 in Altenberge |
| L 580     | in Neuenkirchen – L 578 – Burgsteinfurt – L 559 – L 510 – L 550 – L 570 – Horstmar – L 579 – L 555 – Darfeld – Billerbeck – L 581 – L 577 – – Rorup – L 551 in Dülmen |
| L 581     | L 896 – L 611 – – Rhedebrügge – Hoxfeld – L 896 – – Borken – L 600 – Ramsdorf – Velen – L 829 – Hochmoor – L 608 – – Coesfeld – L 555 – L 577 – Billerbeck – L 580 – L 506 – L 550 – Havixbeck – L 874 – L 529 |
| L 582     | / – Ochtrup – L 510 – Metelen – – L 579 – L 570 – Schöppingen – Osterwick – L 571 – L 577 – L 555 |
| L 583     | Neuenkirchen – Sankt Arnold – L 578 – L 590 in Emsdetten |
| L 584     | (L 77 in Niedersachsen) – Landesgrenze – Niederseeste – Oberseeste – Westerkappeln – L 595 – L 599 – L 501 – Velpe – L 597 |
| L 585     | / – Telgte – L 811 – L 793 – Wolbeck – L 520 – Albersloh – L 586 – L 851 – in Drensteinfurt |
| L 586     | Münster – Angelmodde – L 885 – L 850 – Albersloh – L 585 – L 851 – Sendenhorst – L 811 – Tönnishäuschen – L 547 – Vorhelm – L 882 – Roland – – Beckum – L 507 – – L 793 – Stromberg – L 792 – L 791 – Regierungsbezirksgrenze – (L 586 im Regierungsbezirk Detmold) |
| L 587     | / in Greven – L 588 – Gelmer – Münster |
| L 588     | L 587 – Vadrup – Westbevern – L 811 – in Ostbevern |
| L 589     | L 501 in Lotte – Leeden – L 555 in Lengerich |
| L 590     | L 591 in Riesenbeck – Sinningen – Emsdetten – L 592 – L 583 – Segelfluggelände Borghorst-Füchten – L 559 – L 510 in Borghorst |
| L 591     | L 501 – Nahrodde – Rodde – Fernrodde – Bevergern – L 833 – Riesenbeck – L 590 – Birgte – – Dörenthe – Brochterbeck – L 597 – – L 504 – L 555 – Lengerich – Lienen – L 834 – Landesgrenze – (L 98 in Niedersachsen) |
| L 592     | L 590 in Emsdetten – L 559 in Nordwalde |
| L 593     | (L 72 in Niedersachsen) – Landesgrenze – L 595 – Schale – Halverde – Hopsten – L 504 – L 833 – Dreierwalde – in Rheine |
| L 594     | L 833 in Hörstel – Gravenhorst – Kloster Gravenhorst – Ibbenbüren – L 504 – Laggenbeck – L 796 |
| L 595     | (L 56 in Niedersachsen) – Landesgrenze – Schale – L 593 – Halverde – L 603 – Recke – L 599 – L 796 – Westerkappeln – L 584 – Wersen – L 597 – Landesgrenze – (L 88 in Niedersachsen) |
| L 597     | L 595 in Wersen – Lotte – L 501 – – L 584 – L 796 – Tecklenburg – L 504 – L 591 – – L 555 in Ladbergen |
| L 598     | L 599/L 603 in Recke – Steinbeck – Obersteinbeck – L 504 – Uffeln – L 501 – Püsselbüren – L 504 in Ibbenbüren |
| L 599     | L 504 in Hopsten – Recke – L 595 – L 603 – L 598 – Espel – Schlickelde – L 832 – Mettingen – L 796 – L 584/L 595 in Westerkappeln |
| L 600     | L 572 in Mariengarden – Großburlo – Borken – L 581 – – Heiden – L 829 – – L 608 – Reken Bahnhof – Reken – Merfeld – |
| L 601     | – Altendorf-Ulfkotte – L 608 – in Marl |
| L 602     | (N 313 in der Provinz Gelderland, Niederlande) – Staatsgrenze – Hemden – Holtwick – L 606 – Bocholt – L 505 – – Regierungsbezirksgrenze – (L 602 im Regierungsbezirk Düsseldorf) |
| L 603     | (L 71 in Niedersachsen) – Landesgrenze – L 595 – Recke – L 599 – L 598 – L 501 in Pommeresche |
| L 604     | L 606 in Spork – Liedern – L 505 – L 605 – Mussum – |
| L 605     | (Niederlande) – Staatsgrenze – Anholt – L 459 – L 606 – L 468 – Isselburg – Schüttenstein – Werth – L 896 – L 505/L 604 in Liedern |
| L 606     | L 605 in Anholt – Staatsgrenze zu den Niederlanden kurzzeitig an der westlichen Straßenseite – Suderwick – L 604 – Spork – Holtwick – L 602 |
| L 607     | in Erle – Regierungsbezirksgrenze – (L 607 im Regierungsbezirk Düsseldorf) – Regierungsbezirksgrenze – – in Holsterhausen |
| L 608     | (Niederlande) – Staatsgrenze – Zwillbrock – Vreden – – L 572 – Stadtlohn – L 571 – Gescher – – L 829 – Hochmoor – L 581 – – L 600 – Reken – Reken Bahnhof – – Wulfen – L 509 – Hervest – (– Abzweig zur ) – L 601 – Polsum – L 798 – Hassel – L 511 – Buer – – L 639 in Gelsenkirchen |
| L 609     | L 551 in Bossendorf – L 612 – L 652 – Flaesheim – Ahsen – L 889 – Datteln – L 610 – – Waltrop – L 511 – L 645 – Regierungsbezirksgrenze – (L 609 im Regierungsbezirk Arnsberg) |
| L 610     | L 628 in Recklinghausen – L 511 – L 889 – Oer-Erkenschwick – L 798 – /L 609 in Datteln |
| L 611     | L 602 in Bocholt – Krechting – L 581 / bei Dülmen-Welte – AS Dülmen |
| L 612     | / – Bossendorf – L 551 – L 609/L 652 in Flaesheim |
| L 615     | L 623 in Kirchhellen – Rentfort – L 618 – Gladbeck – L 511 – L 629 – Brauck – L 448 in Horst |
| L 618     | in Dorsten – Feldhausen – Zweckel – L 615 in Gladbeck |
| L 620     | L 511 in Gladbeck – L 511 in Buer |
| L 621     | L 104 – L 462 – Regierungsbezirksgrenze – (L 621 im Regierungsbezirk Düsseldorf) |
| L 622     | in Buer – L 630 – Resse – L 624 – Herten – L 638 – Hochlar – – – L 551 – Recklinghausen |
| L 623     | – L 104 – L 462 – Kirchhellen – L 615 – Grafenwald – L 631 – L 641 – Fuhlenbrock – Regierungsbezirksgrenze – (L 623 im Regierungsbezirk Düsseldorf) |
| L 624     | L 511 in Westerholt – L 622 in Herten |
| L 627     | in Gelsenkirchen – L 633 in Ückendorf |
| L 628     | L 551 in Recklinghausen – Suderwich – L 889 – Becklem – |
| L 629     | L 615 – Brauck – L 633 |
| L 630     | /L 798 in Marl – L 502 – Polsum-Kotten – Bertlich – Westerholt – L 511 – L 622 – Resse – L 638 – Regierungsbezirksgrenze – (L 630 im Regierungsbezirk Arnsberg) |
| L 631     | L 623 – – Bottrop – L 511 – L 633 – L 641 – Lehmkuhle – L 155 – – L 445 – Ebel – Regierungsbezirksgrenze – (L 631 im Regierungsbezirk Düsseldorf) |
| L 633     | L 511/L 631 in Bottrop – Boy – – L 629 – Horst – L 448 – Heßler – Schalke – Gelsenkirchen – L 64 – L 639 – L 643 – L 452 – – Ückendorf – L 627 – Regierungsbezirksgrenze – (L 633 im Regierungsbezirk Arnsberg) |
| L 638     | in Marl – Langenbochum – L 511 – Herten – L 622 – L 639 – L 644 – – L 630 – in Erle |
| L 639     | L 638/L 644 in Herten – Hochlarmark – Regierungsbezirksgrenze – (L 639 im Regierungsbezirk Arnsberg) – Regierungsbezirksgrenze – Bulmke-Hüllen – Gelsenkirchen – L 608 – L 64/L 633 |
| L 641     | L 621 in Fuhlenbrock – Bottrop – L 511 – L 631 – – Regierungsbezirksgrenze – (L 641 im Regierungsbezirk Düsseldorf) |
| L 644     | L 638/L 639 in Herten – Regierungsbezirksgrenze – (L 644 im Regierungsbezirk Arnsberg) |
| L 645     | L 609 in Waltrop – Ickern – L 658 – Habinghorst – Pöppinghausen – Regierungsbezirksgrenze – (L 645 im Regierungsbezirk Arnsberg) |
| L 652     | Klein Reken – Lavesum – – L 551 – Sythen – – L 609/L 612 in Flaesheim |
| L 654     | (L 654 im Regierungsbezirk Arnsberg) – Regierungsbezirksgrenze – Merklinde – – L 663 – Schwerin – Dingen – Regierungsbezirksgrenze – (L 654 im Regierungsbezirk Arnsberg) |
| L 657     | (L 657 im Regierungsbezirk Arnsberg) – Regierungsbezirksgrenze – Castrop – Rauxel Ost – Regierungsbezirksgrenze – (L 657 im Regierungsbezirk Arnsberg) |
| L 658     | in Habinghorst – Ickern – L 645 – Regierungsbezirksgrenze – (L 658 im Regierungsbezirk Arnsberg) |
| L 663     | in Castrop-Rauxel – Schwerin – L 654 – Frohlinde – Regierungsbezirksgrenze – (L 663 im Regierungsbezirk Arnsberg) |
| L 671     | L 810 – Capelle – Herbern – Walstedde – L 811 in Ahlen |
| L 739     | L 657 in Castrop – Regierungsbezirksgrenze – (L 739 im Regierungsbezirk Arnsberg) |
| L 791     | L 586 in Stromberg – Regierungsbezirksgrenze – (L 791 im Regierungsbezirk Detmold) |
| L 792     | L 547 – Enniger – Ennigerloh – L 882 – Oelde – L 793 – L 586 in Stromberg |
| L 793     | Münster – L 585 – L 811 – Everswinkel – Freckenhorst – L 547 – Westkirchen – Ostenfelde – L 806 – Oelde – L 792 – – L 586 – Sünninghausen – Diestedde – – Regierungsbezirksgrenze – (L 793 im Regierungsbezirk Arnsberg) |
| L 794     | – L 507 in Beckum |
| L 796     | (L 70 in Niedersachsen) – Landesgrenze – L 595 – Mettingen – L 599 – L 501 – Laggenbeck – L 594 – Ledde – L 597 |
| L 798     | – Polsum – L 608 – L 630 – – Marl – L 551 – Oer-Erkenschwick – L 889 – L 511/L 610 |
| L 806     | L 793 in Oelde – Lette – Regierungsbezirksgrenze – (L 806 im Regierungsbezirk Detmold) |
| L 808     | in Beckum – Regierungsbezirksgrenze – (L 808 im Regierungsbezirk Arnsberg) |
| L 809     | (L 809 im Regierungsbezirk Arnsberg) – Regierungsbezirksgrenze – L 511 in Waltrop |
| L 810     | L 835 – Nordkirchen – L 671 – Südkirchen – Regierungsbezirksgrenze – (L 810 im Regierungsbezirk Arnsberg) |
| L 811     | L 555 – – Brock – L 830 – Westbevern – L 588 – – Telgte – L 585 – L 793 – Alverskirchen – Sendenhorst – L 520 – L 586/L 851 – – Ahlen – L 671 – Regierungsbezirksgrenze – (L 811 im Regierungsbezirk Arnsberg) |
| L 822     | L 507 in Dolberg – Regierungsbezirksgrenze – (L 822 im Regierungsbezirk Arnsberg) – Regierungsbezirksgrenze – Göttingen – L 848 – L 852 – Regierungsbezirksgrenze – (L 822 im Regierungsbezirk Arnsberg) |
| L 829     | L 608 in Gescher – L 581 – Velen – Heiden – L 600 – Marbeck – in Raesfeld |
| L 830     | L 555 in Schmedehausen – Brock – L 811 – Ostbevern – – L 548 – Milte – in Warendorf |
| L 831     | (L 831 im Regierungsbezirk Detmold) – Regierungsbezirksgrenze – – Beelen – |
| L 832     | L 599 in Schlickelde – Ibbenbüren – L 501 – L 594 – L 504 – / |
| L 833     | L 593 in Hopsten – Ostenwalde – Hörstel – L 501 – L 594 – L 591 in Bevergern |
| L 834     | – L 591 in Lienen |
| L 835     | L 551 – Buldern – Hiddingsel – Lüdinghausen – – L 810 – Regierungsbezirksgrenze – (L 835 im Regierungsbezirk Arnsberg) |
| L 843     | Nottuln – L 874 – – Schapdetten – L 550 – Tilbeck – Roxel – L 529 – in Münster |
| L 844     | – Appelhülsen – L 551 – – Senden – L 884 – Ottmarsbocholt – Davensberg – Ascheberg – Herbern – L 671 – Regierungsbezirksgrenze – (L 844 im Regierungsbezirk Arnsberg) |
| L 847     | L 829 in Velen – L 600 in Reken |
| L 848     | L 852 in Liesborn – L 822 – Regierungsbezirksgrenze – (L 848 im Regierungsbezirk Arnsberg) |
| L 851     | L 585 in Drensteinfurt – L 586 – Sendenhorst – L 811 – Hoetmar – L 547 |
| L 852     | – Liesborn – L 848 – L 822 |
| L 874     | L 843 in Nottuln – – L 550/L 581 – L 506 – L 510 in Altenberge |
| L 882     | L 586 – – Neubeckum – Vellern – L 792 |
| L 884     | in Münster – L 885 – Venne – Ottmarsbocholt – L 844 – |
| L 885     | L 884 – Hiltrup – L 586 in Angelmodde |
| L 889     | L 609 in Ahsen – Oer-Erkenschwick – L 798 – L 511 – L 610 – Suderwich – L 628 – König Ludwig |
| L 896     | L 605 – Werth – Regierungsbezirksgrenze – (L 896 im Regierungsbezirk Düsseldorf) – Regierungsbezirksgrenze – L 581 – – L 581 in Borken |

## Quelle
- Landesvermessungsamt Nordrhein-Westfalen, Kreiskarten 51 bis 55 und 60